# Bras-Fusil
Bras-Fusil est un lieu-dit de l'île de La Réunion, département et région d'outre-mer français dans le sud-ouest de l'océan Indien. Il constitue un quartier de la commune de Saint-Benoît au sud du centre-ville et à l'est de Bras Canot.
Le quartier a également son club de football du nom de l'ARC Bras Fusil.